# Большой Бердяш
Большой Бердяш — река в России, протекает по Салаватскому району Башкортостана. Устье реки находится в 231 км от устья Юрюзани по левому берегу. Длина реки составляет 16 км.

## Данные водного реестра
По данным государственного водного реестра России относится к Камскому бассейновому округу, водохозяйственный участок реки — Уфа от Нязепетровского гидроузла до Павловского гидроузла, без реки Ай, речной подбассейн реки — Белая. Речной бассейн реки — Кама.
Код объекта в государственном водном реестре — 10010201112111100023392.